# Stanley Norman Cohen
Stanley Norman Cohen (Perth Amboy, 30 de junho de 1935) é um geneticista estadunidense.